# جوین (سرخه)
جُوین، یکی از روستاهای شهرستان سرخه در استان سمنان ایران است.
این روستا در دهستان لاسگرد در بخش مرکزی سرخه قرار دارد. جوین در۳۶ کیلومتری باختر سرخه و ۱۵ کیلومتری شمال باختری روستای لاسجرد (مرکز دهستان لاسگرد)، در نزدیکی روستای ایج جای گرفته است. این روستای زیبای کوهستانی در کنار رودخانه جوین (شرق امامزاده شاهزاده محمد زید) و بر دامنه جنوبی کوه میان‌تیغ در حاشیه جنوبی کوه‌های البرز واقع است.
جمعیت روستای جوین بر پایه نتایج سرشماری سال ۱۳۸۵، برابر با ۲۶ نفر (۱۱ خانوار) بوده است.
خانوار ها به فامیلی های جوینی و ،ولی ، و غزانی و خانقلی و دیگر هستند که بیشتر جمعیت این روستا را فامیلی جوینی تشکیل می‌دهند